# Boris Bukowski

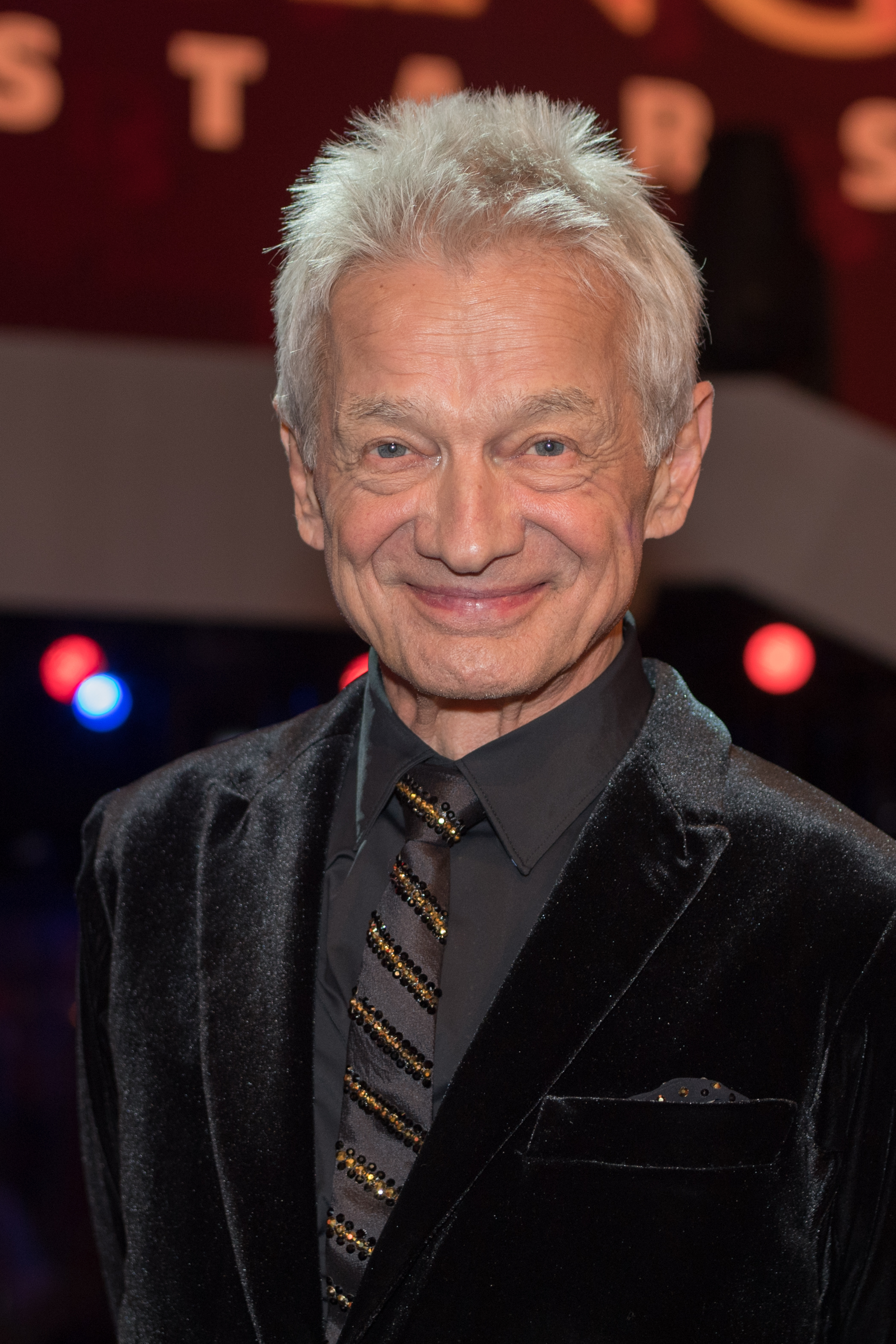
Boris Bukowski (2021)

Boris Bukowski, bürgerlich Fritz Bukowski (* 5. Februar 1946 in Gleisdorf), ist ein österreichischer Musiker.

## Leben
Bukowski ist Sohn eines Rechtsanwaltes und Halbbruder des Diplomaten Dietrich Bukowski. Er wuchs in Ilz auf und besuchte das Bundesgymnasium Fürstenfeld. Sein Vater, Dr. Fritz Bukowski, der im März 1929 eine Kanzlei in Güssing angemeldet hatte, hatte diese 1948 nach Ilz verlegt. Nach der Matura studierte er an der Karl-Franzens-Universität Graz Rechtswissenschaften und schloss dieses Studium 1974 mit dem Doktorat (Dr. iur.) ab. Während seiner Gymnasial- und Studienzeit war Bukowski Schlagzeuger in Rockbands wie Music Machine, ab 1972 bei Magic 69 (später MAGIC) und ab 1977 Sänger. 1971 trat er mit Music Machine auf dem steirischen Musikfestival Popendorf 71 auf. Es entstanden zwei Rockalben mit deutschen Texten, die bei der Kritik sehr gut ankamen, kommerziell aber nur ein Achtungserfolg waren. 1980 entstand das dritte Album, Sick, mit englischen Texten, danach löste sich die Band nach zahlreichen Konzerten auf.
Von 1979 bis 1991 betrieb Bukowski gemeinsam mit Andi Beit das Magic Sound Studio. Dort entstanden unter anderem die Aufnahmen für Cafe Passé der Ersten Allgemeinen Verunsicherung, Schwarze Energie von Peter Weibels „Hotel Morphila Orchester“, Alben von S.T.S. sowie Bukowskis erstes Soloalbum. Seine Single Trag meine Liebe wie einen Mantel war dreimal Nr. 1 in den Ö3-Charts. Das Album 100 Stunden am Tag wurde 1990 mit einer Goldenen Schallplatte ausgezeichnet.
Seit 2001 ist Bukowski nach acht Jahren Abstinenz wieder zurück auf der Konzertbühne. Sein Buch Unter bunten Hunden, eine Autobiographie in Anekdoten, erschien 2013. Er war Protagonist in dem 90-minütigen Dokumentarfilm Fritze mit der Spritze von Markus Mörth, der im Frühjahr 2017 Premiere bei der Diagonale feierte.
Am 20. Oktober 2017 erschien das Studioalbum gibt’s ein Leben vor dem Tod? Es enthält Beiträge u. a. von Depeche-Mode-Drummer Christian Eigner, Niko Stoessl, I-Wolf und Ex-Sofa-Surfer Wolfgang Schloegl, Bukowskis Liveband Bunte Hunde, den Bläsern von Parov Stelar und Ernst Molden.

## Diskografie
- 1977: Ich bin müde (Album) (mit Magic)
- 1978: Herzflimmern (Album) (mit Magic)
- 1980: Sick (Album: mit englischen Texten) (mit Magic)
- 1985: Boris Bukowski (Album: mit Euer Fritze mit der Spritze u. a.)
- 1987: Intensiv (Album: u. a. mit Kokain und Hart und weich zugleich)
- 1989: 100 Stunden am Tag (Album: mit Studiomusikern wie Drummer Curt Cress und Bassist Tony Levin)
- 1991: Ganz stark im Kommen (Album: am Bass Pino Palladino)
- 1992: Hart und weich zugleich (Remix-Album)
- 1993: Gott ist eine Frau (Album)
- 1999: 6 (Album, mit dem Bukowski sich durch Verwendung von Loops neu positioniert)
- 2000: Best Of (Album: erscheint bei EMI)
- 2002: striptease (Livealbum)
- 2005: Bukowski + Freunde (Album)
- 2017: Gibt’s ein Leben vor dem Tod? (Album, Duett mit Ernst Molden Im Namen Gottes Amen)

## Chartplatzierungen

### Alben
| Jahr | Titel                         | Höchstplatzierung, Gesamtwochen, AuszeichnungChartsChartplatzierungen (Jahr, Titel, Platzierungen, Wochen, Auszeichnungen, Anmerkungen) | Anmerkungen        |
| Jahr | Titel                         | AT | Anmerkungen        |
| ---- | ----------------------------- | --- | ------------------ |
| 1987 | Intensiv                      | AT12 (14 Wo.)AT |                    |
| 1989 | 100 Stunden am Tag            | AT8 Gold · (21 Wo.)AT | Verkäufe: + 25.000 |
| 1991 | Ganz stark im Kommen          | AT22 (10 Wo.)AT |                    |
| 2017 | Gibt’s ein Leben vor dem Tod? | AT25 (4 Wo.)AT |                    |

### Singles
| Jahr | Titel Album                                          | Höchstplatzierung, Gesamtwochen, AuszeichnungChartsChartplatzierungen (Jahr, Titel, Album, Platzierungen, Wochen, Auszeichnungen, Anmerkungen) | Anmerkungen |
| Jahr | Titel Album                                          | AT | Anmerkungen |
| ---- | ---------------------------------------------------- | --- | ----------- |
| 1988 | Kokain Intensiv                                      | AT18 (6 Wo.)AT |             |
| 1989 | Trag meine Liebe wie einen Mantel 100 Stunden am Tag | AT6 (9 Wo.)AT |             |
| 1990 | Fandango 100 Stunden am Tag                          | AT10 (10 Wo.)AT |             |
| 1991 | Ich bin müde Ganz stark im Kommen                    | AT30 (2 Wo.)AT |             |

### Autorenbeteiligungen und Produktionen
| Jahr | Titel Interpretation            | Höchstplatzierung, Gesamtwochen, AuszeichnungChartsChartplatzierungen (Jahr, Titel, Interpretation, Platzierungen, Wochen, Auszeichnungen, Anmerkungen) | Anmerkungen |
| Jahr | Titel Interpretation            | AT | Anmerkungen |
| ---- | ------------------------------- | --- | ----------- |
| 1987 | Romeo und Julia Carl Peyer      | AT5 (8 Wo.)AT |             |
| 1987 | Du bist wie a Wunder Carl Peyer | AT23 (2 Wo.)AT |             |

## Filmografie
- 1993 spielte Boris Bukowski eine Hauptrolle in Peter Patzaks Spielfilm Das Glück liegt in Waikiki.

## Auszeichnungen (Auswahl)
- 2022: Amadeus Austrian Music Award für das Lebenswerk[12]
- 2022: Großer Josef-Krainer-Preis[13]
- 2023: Großes Ehrenzeichen des Landes Steiermark[14]